# 新市街道 (西安市)
新市街道，是中华人民共和国陕西省西安市临潼区下辖的一个乡镇级行政单位。

## 行政区划
新市街道下辖以下地区：
新市社区、新市村、南程村、郭桥村、郝邢村、大刘村、焦范村、高庙村、孙陈村、走马村、马庄村和盐店村。